# Girelier

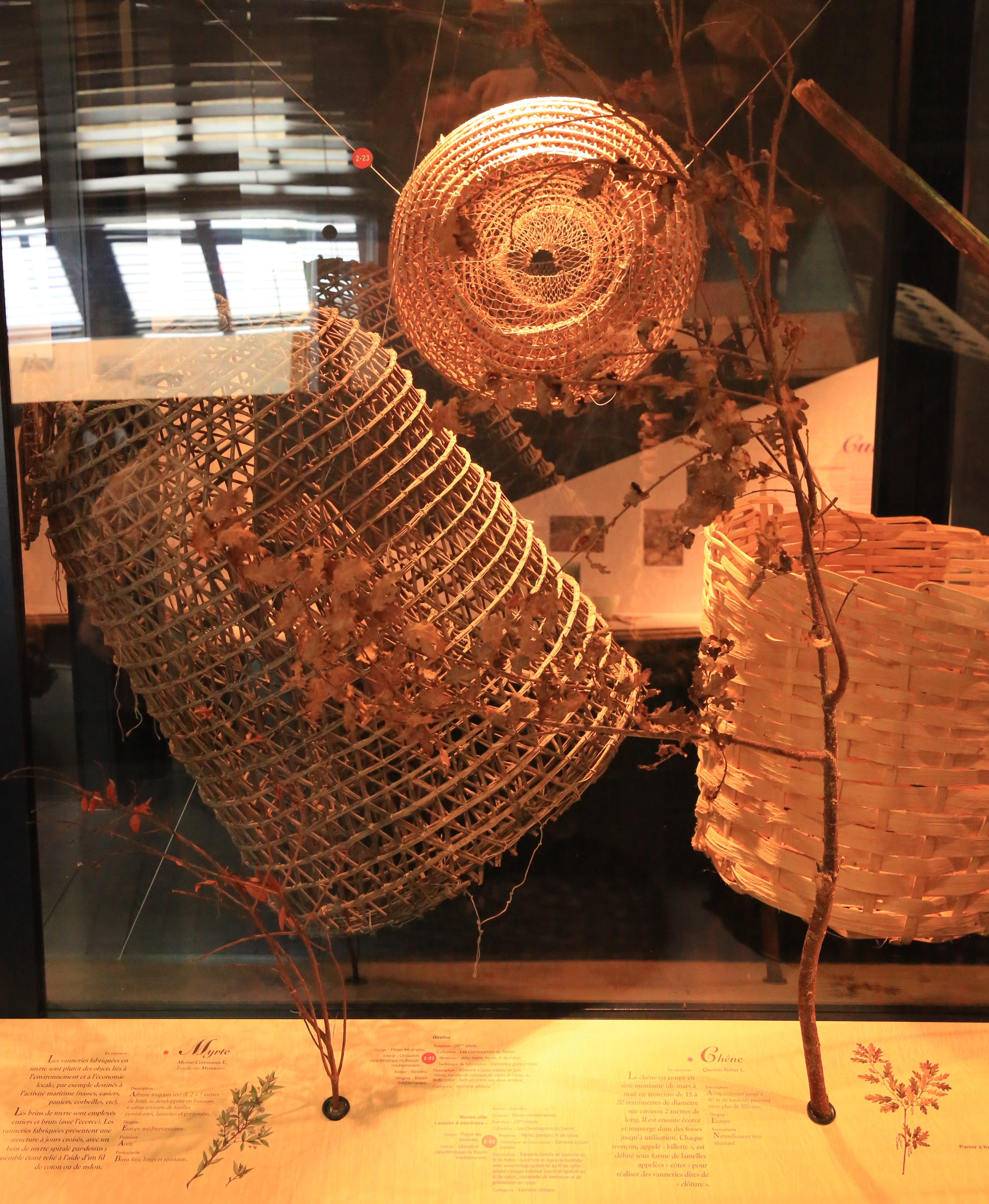
Girelier en jonc marin et myrte ; nasse (casier à murènes) en myrte et bambous (Musée de l'osier et de la vannerie de Vilaines-les-Rochers)

En Méditerranée, un girelier est une nasse tressée pour la capture des girelles (petits poissons). 

## Description
Le girelier provençal était tressé en osier, jonc, roseau, blette de brugas ou myrte. Muni d'un entonnoir, une fois rentré les poissons ne pouvaient plus sortir.

On rencontre également les gireliers dans la pêches traditionnelle en eau douce.